# Vestido de novia (pel·lícula)
Vestido de novia és una pel·lícula de coproducció cubana-espanyola del 2014, escrita i dirigida per Marilyn Solaya, inspirada en la vida real de Mavi Susset, la primera transsexual operada a Cuba. És una història d'amor i una reflexió sobre la violència i la diversitat sexual.

## Sinopsi
L'any 1994 a l'Havana. Rosa Elena és una assistent d'infermeria de 40 anys que cura del seu pare malalt, i que s'acaba de casar amb Ernesto, un enginyer cap d'una brigada constructora. Rosa Elena no està conforme amb la vida que porta i decideix tornar a formar part del Cor Masculí on treballava quan era soltera. Però un dia es revela un secret del seu passat sobre el seu origen sexual, i tant Rosa Elena com Ernesto queden exposats a la violència estructural del context masclista, homofòbic i patriarcal en el que viuen.

## Repartiment
- Laura de la Uz – Rosa Elena
- Luis Alberto García – Ernesto
- Isabel Santos – Sissi
- Jorge Perugorría – Lázaro
- Mario Guerra – Roberto
- Manuel Porto – Pedro
- Pancho García – Rafael
- Alina Rodríguez – Sandra
- Waldo Franco – Patricio
- Yipsia Torres – LPla
- Omar Franco – Pablo >
- Luis Enrique Carreres – Tony
- Andros Perugorria – Tato
- José Luis Hidalgo – cap de personal
- Manuel Hernández – Oficial
- Elsa Camp – Anciana
- Raquel Rey– Bertha
- Kiriam – Kiriam
- Sissi – Paloma
- Orianna – Melisa
- Mavi Susel – infermera obstetra
- Roberto Viña – Oficial 2

## Nominacions i premis
Fou estrenada al Festival Internacional del Nou Cinema Llatinoamericà de l'Havana, on va guanyar el premi del públic a la millor pel·lícula i una menció especial. També va guanyar el premi de l'audiència al Festival de Cinema de Màlaga de 2015.
En la II edició dels Premis Platino va rebre dues nominacions, a la millor opera prima i a la millor actriu (Laura de la Uz)